# Годвин, Томми
Томас «Томми» Чарльз Годвин (англ. Thomas "Tommy" Charles Godwin, 5 ноября 1920, штат Коннектикут, США — 3 ноября 2012, Солихалл, Великобритания) — британский велогонщик, двукратный бронзовый призёр летних Олимпийских игр в Лондоне (1948).

## Биография и спортивная карьера
До одиннадцати лет его семья жила американском штате Коннектикут. В 1932 г. она вернулась в Великобританию.
С 1944 г. спортсмен неоднократно становился чемпионом своей страны в различных велодисциплинах. На летних Олимпийских играх в Лондоне (1948) он стал двукратным бронзовым призёром: в командной гонке преследования и в гонке с раздельного старта. В 1950 г. стал третьим в гонке с раздельного старта на играх стран Британской Империи игр в Окленде.
В 1936—1950 гг. работал электриком в компании Birmingham Small Arms Company (BSA), которая также занималась производством велосипедов и мотоциклов. Затем открыл магазин по продаже велосипедов в Бирмингеме, который работал до 1986 г.
В 1964 г. являлся спортивным директором британской сборной на Олимпийских играх в Токио, а позже стал президентом национальной федерации велоспорта. Он стал первым высокооплачиваемым тренером национальной команды в британском велоспорте, инициировал первый тренировочный сбор для британской сборной на Майорке, основал спортивный велоклуб и успешно тренировал британских гонщиков. Его учениками были Грэм Уэбб, который выиграл чемпионат мира по шоссейным гонкам, а также Майкл Бенет, завоевывавший бронзовые медали Олимпийских игр 1972 и 1976 гг.
В 2012 г. стал послом летних Олимпийских игр в Лондоне. На церемонии их открытия был одним из факелоносцев.